# Kalina-ciklus
A Kalina-ciklus egy termodinamikai körfolyamat, mely hőenergiát alakít át mechanikai munkává. A ciklus lényegileg abban különbözik a Rankine-ciklustól, hogy víz helyett olyan munkaközeget használ, amely megfelelően választott két vagy több folyadék nem azeotróp elegyéből áll. Azeotróp elegy olyan elegy, melynek alkotói desztillációval nem választhatók szét. A gyakorlatban a víz-ammónia elegy jön számításba.

## Története
A Kalina-ciklust Alekszander I. Kalina dolgozta ki. Kalina korábban szovjet állami energiagazdálkodási hivatalnok volt, első közleményei a róla elnevezett körfolyamatról már több mint húsz évvel ezelőtt láttak napvilágot. Kalina 1978-ban emigrált Moszkvából az Amerikai Egyesült Államokba, ahol jelenleg is él és dolgozik.

## Megvalósított erőművek
- Kashima, Japán. Az 1998 óta üzemelő erőmű a Sumitomo acélmű hulladékhőjét hasznosítja. A frissgőz hőmérséklet 98 °C, az erőmű teljesítménye 3,1 MW.[2]
- Husavik geotermikus erőmű, Izland északnyugati részén. A 2 MW teljesítményű fűtőerőmű 90 kilogramm, 120 °C hőmérsékletű termálvizet használ fel másodpercentként. A kilépő 80 °C hőmérsékletű vízzel lakásokat fűtenek. A 2000-ben üzembehelyezett erőművet az Exorka International Limited cég építette.[3]

## A körfolyamat

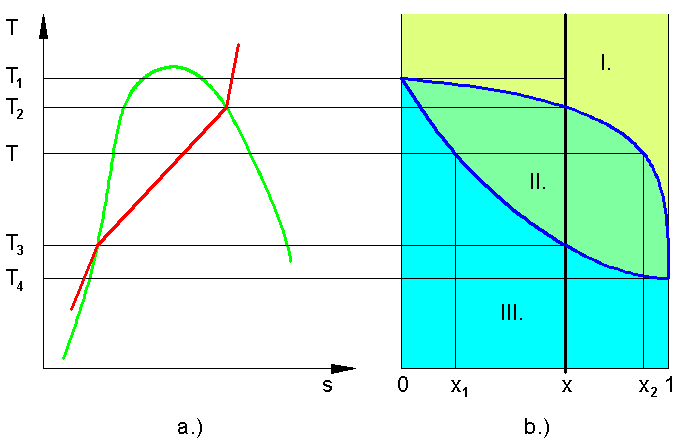
1. ábra. Ammónia-víz elegy T-s diagramja (a) és fázisgörbéje (b). A vörös görbe egy izobár (p=const) görbe.
I. túlhevített gőz II. nedves gőz III. folyadék

Az 1. ábra hőmérséklet-entrópia diagramjából látható, hogy egy adott nyomáson a folyadék elgőzölgése nem állandó hőmérsékleten megy végbe, mint az például a víznél vagy más egynemű folyadéknál történik, hanem minden relatív nedvességtartalomhoz más-más hőmérséklet tartozik. (A nedves gőz állandó nyomású - izobár - állapotváltozásának diagramja nem vízszintes egyenes, mint a vízgőznél, hanem ferde egyenes.) Ez a tény azért jelent előnyt, mert a gőzfejlesztés veszteségei úgy csökkenthetők, ha a mindenkori hőmérsékletkülönbséget a fűtő közeg (például füstgáz, forró víz) és az elgőzölögtendő közeg között mindenütt a lehető legkisebb értéken tartják. A szokásos 70% ammónia - 30% víz elegy esetén számított elméleti hatásfoknövekedés a Rankine-ciklussal szemben 10-20% lehet.
Bár elvileg az ciklus a hagyományos hőerőművek és a kombinált ciklusú (gázturbina + Rankine-ciklus) erőművekben is alkalmazható lenne, a legnagyobb sikere a kis frissgőzparaméterű erőművekben jelentkezett. A hulladékhő hasznosításnál illetve geotermikus erőművekben a veszteségek csökkentése alapvetően fontos abból a célból, hogy a rendszer egyáltalán érdemben működhessen.

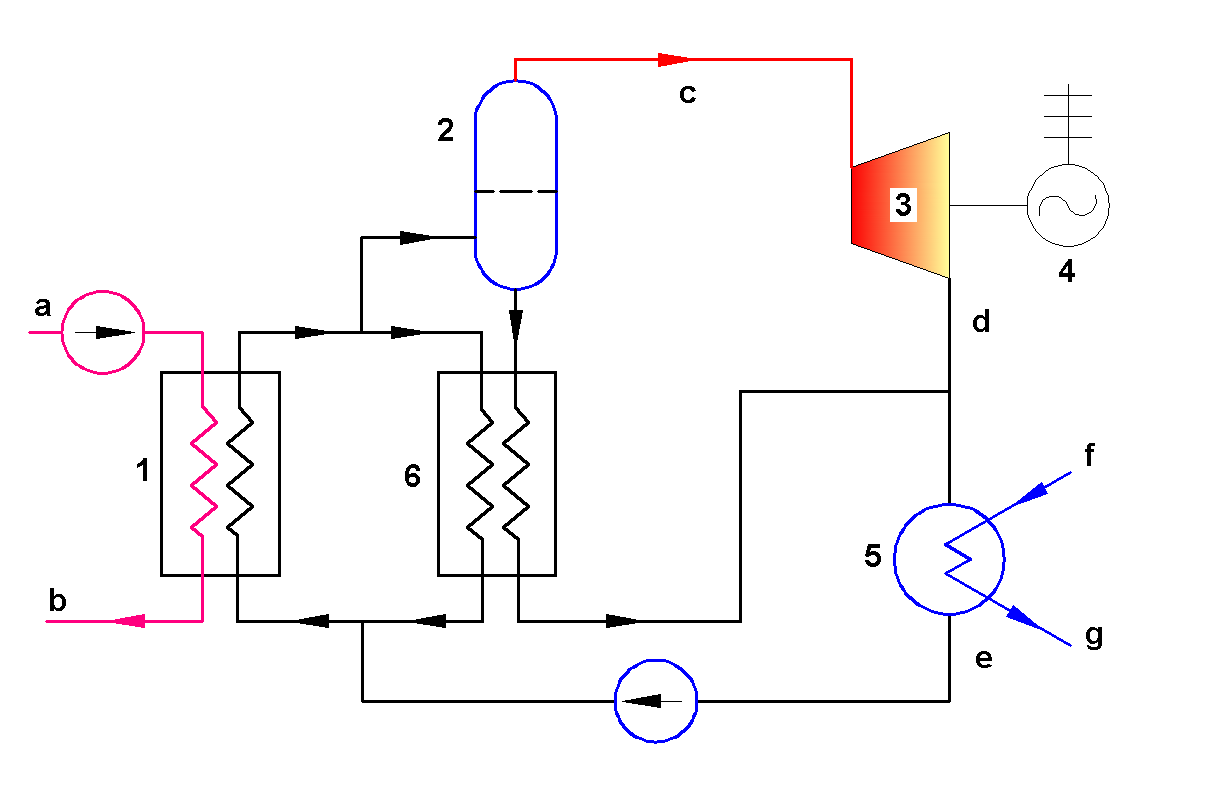
2. ábra. Kalina-ciklust megvalósító geotermikus erőmű egyszerűsített hőkapcsolása

A 2. ábrán egy geotermikus erőmű egyszerűsített Kalina-ciklusának hősémája látható. A forró termálvíz a ponton lép be az 1 elpárologtatóba, ahol az ammónia-víz elegyet részben elgőzölögteti. A nedves gőz a 2 szeparátorba jut, ahol elválik a telített gőztől a folyadék. Az ammóniában feldúsult telített gőz tovább áramlik a 3 gőzturbina felé, a leválasztott meleg víz pedig a 6 hőcserélőben (rekuperátorban) előmelegíti a hideg folyadékelegyet. A turbinába beömlő gőz, miközben expandál a gépben, hőenergiáját leadja, ezt a 4 turbogenerátor elektromos áram termelésére fordítja. A rekuperátorból kilépő vizet a turbinából kilépő nedves gőzbe vezetik, ekkor a keveredés mellett az ammónia abszorpciója is végbemegy, a nedves gőz pedig az 5 ellenáramú kondenzátorban lecsapódik. A kondenzátorba az f-nél lép be és g-nél lép ki a hűtővíz, mely a gőz rejtett hőjét átvéve és így felmelegedve további célokra (pl. fűtés) felhasználható. Ugyanígy a b-nél kilépő lehűlt termálvíz maradék hője is hasznosítható.